# Wapen van Oisterwijk

Wapen van de gemeente Oisterwijk (sinds 1987)

Het huidige wapen van Oisterwijk werd bij Koninklijk Besluit op 22 augustus 1988 aan de gemeente Oisterwijk toegekend. Het was het tweede wapen van de gemeente sinds de oprichting.

## Geschiedenis
Het oudst bekende zegel van de heerlijkheid Oisterwijk zegel dateert uit 1259 en laat een burcht zien met 3 torens, waarvan de middelste de grootste is. Deze burcht moet niet verward worden met die van het kwartier van Oisterwijk, een deel van de Meierij van 's-Hertogenbosch. Het wapen dat in 1817 door de Hoge Raad van Adel in gebruik is bevestigd, is van het zegel afgeleid. Omdat er geen kleuren waren gespecificeerd, werd het wapen verleend in rijkskleuren. In 1987 werd het wapen in de historische kleuren hersteld.

## Blazoen

### Wapen van 1817
[De beschrijving van het wapen van Oisterwijk dat op 16 juli 1817 werd bevestigd, luidt als volgt:
Van lazuur, beladen met 3 burgten van goud.
N.B.:

Wapen van 1817

- De heraldische kleuren zijn lazuur (blauw) en goud (geel). Dit zijn de rijkskleuren.

### Wapen van 1987
De beschrijving van het wapen dat op 28 oktober 1987 werd toegekend, luidt als volgt:
In zilver een burcht van keel, bestaande uit een van een dubbele deur voorziene gekanteelde muur, waarop 3 gekanteelde torens, de middelste hoger en breder dan beide andere.
N.B.:
- De heraldische kleuren van het wapen zijn: zilver (wit) en keel (rood).